# José Donayre Hoefken
José Donayre Hoefken (Lima, 22 de julio de 1966) es un escritor, crítico literario, antologador, editor y promotor cultural peruano. 

## Trayectoria
Pertenece a la generación del noventa, conformada por Ricardo Sumalavia, Iván Thays, César Silva Santisteban, Patricia de Souza, Carlos Arámbulo, Rodolfo Ybarra, Carlos García Miranda, José Güich, Carlos Rengifo, José de Piérola, Óscar Malca, Percy Galindo, Gustavo Rodríguez, Pedro Pérez del Solar e Irma del Águila, entre otros autores nacidos en la década de 1960. 
En 1993, junto con autores de su generación y el escritor Carlos Calderón Fajardo (1946-2015), inició un proyecto literario colectivo para novelar la vida, muerte y resurrección de la británica Sarah Ellen, una presunta mujer vampiro enterrada en Pisco (Ica), leyenda urbana producto de un psicosocial montado por la dictadura fujimorista. Este y otros temas góticos han marcado su producción literaria. Es un difusor de la narrativa fantástica o de lo imposible, así como de la ficción breve. Su interés gira en torno a lo experimental, intimista y metatextual, tomando distancia de propuestas comerciales o de plantillas narrativas de moda. Se ha dedicado a la docencia, al periodismo económico, turístico y cultural, y a la publicidad. Ha sido editor de las revistas Welcome, Rumbos, Volando, Play Perú, Fix100 y Altazor, entre otras, y muchos de sus textos se han publicado en Letralia, El Hablador, Ciberayllu, Gourmet Latino, Artmotiv, Caretas, Variedades, El Buen Salvaje, Ínsula Barataria, etc. Desde 2008, es investigador del Centro Peruano de Estudios Culturales. 
Según el crítico Ricardo González Vigil, José Donayre es uno de los prosistas actuales con mayor potencial experimentador, cincelando textos libérrimos (desde la microficción hasta la novela) con rasgos narrativos, pero también reflexivos y lírico-metafóricos, en una fusión personalísima de la literatura fantástica, la ciencia ficción, el policial insólito, el relato gótico y el juego metaliterario (El cuento peruano 2001-2010, volumen 1, pág. 400). Para el investigador literario Elton Honores, lo perturbador en José Donayre es también metáfora de algo más aterrador y profundo, relacionado con la transformación, el cambio en el interior-exterior del hombre, causados por su relación con los avances de la ciencia y la tecnología (La división del laberinto. Estudios sobre narrativa fantástica peruana contemporánea (1980-2015), pág. 66). De acuerdo con el escritor José Güich, habita en José Donayre una evidente versación en diferentes aspectos de la cultura ilustrada —mitología, cosmogonía, filosofía— y un interés por plantear historias donde lo fantástico y la ciencia ficción integren campos que tienden a la hibridez o a la indefinición (Universos en expansión. Antología crítica de la ciencia ficción peruana: siglos XIX-XXI, pág. 259).
Desde 2014, empezó a publicar regularmente muestras temáticas de cuentos sobre narrativas marginales, contando con relatos de autores como José B. Adolph, Carlos Calderón Fajardo, José Güich, Enrique Prochazka, Rocío Silva Santisteban, Víctor Coral, Julia Wong, Carlos Freyre, Luis Freire, Carlos Herrera, Yuri Vásquez, Alfredo Dammert, Fernando Ampuero, Leonardo Caparrós, Hugo Coya, Daniel Salvo, Yeniva Fernández, Miguel Ángel Vallejo Sameshima, Hans Rothgiesser, Patricia Colchado, Claudia Salazar,  Jorge Valenzuela, Ricardo Sumalavia, Selenco Vega, Carlos Yushimito e Isabel Sabogal, entre otros. 
Tras laborar varios años para el Estado peruano en actividades relacionadas con el arte, la gestión cultural, las relaciones públicas y la responsabilidad social empresarial, brinda actualmente servicios especializados de comunicación corporativa y editoriales a organizaciones privadas y públicas por medio de Grafos & Maquinaciones. Con esta empresa ha desarrollado el sello independiente Maquinaciones Narrativa, dedicado a la publicación de libros de cuentos y novelas.

## Estudios realizados
Estudió primaria y secundaria en el Colegio Sagrados Corazones Recoleta, perteneciendo a la promoción 83. Estudió Lingüística y Literatura Hispánica en la Pontificia Universidad Católica del Perú.

## Obra publicada

### Novela
- La fabulosa máquina del sueño, Lima, Mercados Consultora y Publicaciones, 1999;
- La trama de las Moiras, Lima, Fondo Editorial de la Pontificia Universidad Católica del Perú, 2003, ISBN 9972-42-609-2;
- La descarnación del verbo, Lima, Ediciones Altazor, 2011, ISBN 978-6124-053-80-1;
- Doble de vampiro, Lima, Ediciones Altazor, 2012, ISBN 978-612-4122-15-6;
- Tinieblas de ultratumba. La tenebrosa historia de Sarah Ellen, novela gráfica ilustrada por Miriam Montaño, Lima, Ediciones Altazor, 2016, ISBN 978-849-2114-22-1.

### Cuento
- Entre dos eclipses, Lima, edición del autor, 2001;
- Paisaje punk, Lima, Ediciones Altazor, 2017, ISBN 978-849-2114-41-2.

### Microrrelato
- Horno de reverbero, Lima, Mundo Ajeno Editores, 2007, ISBN 978-9972-2938-3-2;
- Ars brevis, Lima, Grupo Editorial Mesa Redonda, 2008, ISBN 978-603-45273-2-4;
- Haruhiko & Ginebra, novela brevísima en doce partes, Lima, Muro de Carne Editores, 2009.

### Crítica literaria
- Sendas y andurriales. Apuntes sobre algunas novelas peruanas recientes, Lima, Ediciones Altazor, 2013, ISBN 978-612-4122-89-7[3]

### Infantil y juvenil
- El secreto de Lostrés, Lima, Asociación Editorial Bruño, 2011, ISBN 978-9972-1-1128-0;
- ¿Dónde dejé mis juguetes?, (en coautoría con Nancy Plazolles), Lima, Asociación Editorial Bruño, 2011, ISBN 978-9972-1-1177-1;
- ¡Ya me visto solo!, (en coautoría con Nancy Plazolles), Lima, Asociación Editorial Bruño, 2011, ISBN 978-9972-1-1322-2;
- Una tarde de sol, (en coautoría con Nancy Plazolles), Lima, Asociación Editorial Bruño, 2011, ISBN 978-9972-1-1344-4;
- La grandeza de Wiraqucha, Lima, Ediciones Altazor, 2013, ISBN 978-612-4122-93-4;
- Un peregrino llamado Vichama, Lima, Ediciones Altazor, 2013, ISBN 978-612-4122-57-6;
- Hazañas de Pariaqaqa, Lima, Ediciones Altazor, 2013, ISBN 978-612-4122-56-9;
- El despertar del Amaru, Lima, Ediciones Altazor, 2013, ISBN 978-612-4122-55-2;
- Monstruos 1.1, Lima, Colección Arlequines-Ediciones Altazor, 2014.
- El ovni de los pantanos, México DF, Mar Abierto-Pearson, 2016, ISBN 978-607-32-3888-5;
- El mito de Inkarrí, dibujado en historieta por Roger Galván, Lima, Imaginería, 2017.

### Relatos en antologías
- Encuentro de narradores. Perspectivas para una narrativa peruana de los 90 (presentación de Antonio Cornejo Polar), Lima, APPAC, 1990;
- Maldito amor mío (Javier Arévalo y Lucila Pereira, compiladores),  Lima, Signo Tres, 2002, ISBN 9972-9577-05;
- Ciencia ficción peruana, Eridano, suplemento n.º 10 de Alfa Eridani, 2005;
- Nacimos para perder (Gabriel Rimachi, compilador), Lima, Casatomada, 2007, ISBN 978-9972-2664-5-4;
- La estirpe del ensueño (selección de Gonzalo Portals), Lima, edición no venal, 2007;
- 17 fantásticos cuentos peruanos (selección y prólogo de Gabriel Rimachi y Carlos Sotomayor), Lima, Casatomada, 2008, ISBN 978-612-46031-1-2;
- Circo de pulgas. Minificción peruana (selección y prólogo de Rony Vásquez), Lima, Micrópolis, 2012, ISBN 978-612-46004-6-3;
- El cuento peruano 2001-2010 (selección y prólogo de Ricardo González Vigil), volumen 1, Lima, Ediciones Copé, 2013, ISBN 978-612-4202-03-2;
- Uywalandia. Antología sobre animales peruanos (prólogo de Danilo Sánchez Lihón), Lima, Ediciones Altazor, 2013, ISBN 978-612-4122-99-6;
- Lectures du Pérou. Nouvelles et microrécits, Nanterre, Caroline Lepage (editora), 2013;
- Acracia (Julia Wong y Sergio Font, compiladores), Guadalajara, Cartonera Binacional Perú-México, 2014;
- Diez por diez. Antología de microrrelatos peruanos (selección y prólogo de Miguel Ángel Vallejo Sameshima), Lima, Ediciones Altazor, 2016;
- 69. Antología de microrrelatos eróticos I (selección, prólogo y notas de Alberto Benza), Lima, Ediciones Altazor, 2016;
- Latinoamérica en breve (selección y prólogo de Sergio Gaut Vel Hartman), México DF, Universidad Autónoma Metropolitana, 2016, ISBN 970-654-517-4;
- Gracias totales. Tributo narrativo a Soda Stereo (selección y prólogo de Willy del Pozo), Lima, Ediciones Altazor, 2017, ISBN 978-612-4215-27-8;
- Pasajes de lo fantástico. Antología de relatos de expresión fantástica en el Perú (selección, notas y prólogo de Audrey Louyer), Lima, Maquinaciones Narrativa, 2017, ISBN 978-612-46177-9-9;
- Universos en expansión. Antología crítica de la ciencia ficción peruana: siglos XIX-XXI (selección y prólogo de José Güich), Lima, Fondo Editorial de la Universidad de Lima, 2018. ISBN 978-9972-45-433-2;
- Blaberintos (Baltasar Andurriales, compilador), Lima, Tierra Baldía, 2018. ISBN 978-612-47756-0-4;
- Extrañas criaturas (Alejandro Susti, José Güich y Carlos López Degregori, compiladores), Lima, Fondo Editorial de la Universidad de Lima, 2018;
- Disturbing Stories (Alfredo Dammert, compilador), Lima, Maquinaciones Narrativa, 2018;
- Mas allá de lo real. Antología del cuento fantástico peruano del siglo XXI (estudio y selección de Elton Honores), Lima, Ediciones Altazor, 2018. ISBN 978-612-4420-01-6.

### Poemas en antologías
- La generación del noventa (selección de Santiago Risso), Lima, Biblioteca Nacional del Perú, 1996, ISBN 9972-611-08-X;
- Habitó entre nosotros. José Watanabe & poesía actual (prólogo de Miguel Ildefonso), Lima, Paracaídas Editores, 2008;
- Antología de los finalistas de la XIV Bienal de Poesía, Lima, Ediciones Copé, 2011, ISBN 978-9972-606-85-4.

### Sobre el autor
- Pater Putativus. Muestra de relatos, semblanzas e imágenes por los 50 julios de José Donayre (selección y prólogo de Willy del Pozo), Lima, Ediciones Altazor, 2016. [Publicación que reúne aportes de César Anglas, Alberto Benza, Leonardo Capa, Micky Bolaños, Daniel Collazos, Alfredo Dammert, Willy del Pozo, Vedrino Lozano, Rodrigo Maruy, Lucía Noboa Herrera, Eugenio Oliveira, Alejandra P. Demarini, Raúl Quiroz, Carlos Rengifo, Hans Rothgiesser, Jorge Ureta, Miguel Ángel Vallejo, Óscar Gallegos, Daniel Salvo, Stalin Alva y Daniel Maguiña.]

### Como antologador
- 201. Lado A. Antología de microrrelatos, (conjuntamente con David Roas), Lima, Ediciones Altazor, 2013, ISBN 978-612-4122-65-1;
- 201. Lado B. Antología de microrrelatos, (conjuntamente con David Roas), Lima, Ediciones Altazor, 2014, ISBN 978-612-4215-29-2;
- Horrendos y fascinantes. Antología de cuentos peruanos sobre monstruos, Lima, Ediciones Altazor, 2014, ISBN 978-612-4122-96-5;
- Ultraviolentos. Antología del cuento sádico en el Perú, Lima, Ediciones Altazor, 2014, ISBN 978-612-4215-52-0;[4]
- Se vende marcianos. Muestra de relatos de ciencia ficción peruana, Lima, Ediciones Altazor, 2015, ISBN 978-612-4215-87-2;
- El misterioso Valle del Puma. Diez relatos sobre el café, Lima, Maquinaciones, 2016, ISBN 978-612-46177-4-4;
- ¡Arriba las manos! Muestra del relato policial en el Perú, Lima, Ediciones Altazor, 2016, ISBN 978-849-2114-03-0;
- Trece veces Sarah. Un proyecto de José Donayre, Lima, Ediciones Altazor, 2017, ISBN 978-849-2114-39-9;
- Sexo al cubo. Veintisiete relatos sobre la sexualidad femenina en el Perú escritos por mujeres, Lima, Ediciones Altazor, 2017, ISBN 978-612-4215-34-6;
- Lo mejor de Arena. Antología de cuentos altazorianos, Lima, Ediciones Altazor, 2018, ISBN 978-612-4215-95-7.
- El Mágico Paraíso del Sol. Diez relatos sobre hortalizas y frutos peruanos, Lima, Maquinaciones Narrativa, 2018.
- 21 Relatos sobre la Independencia del Perú, Lima, Ediciones Copé, 2019.
- Mario y los escribidores. Veintisiete relatos vargasllosianos, Lima, Ediciones Altazor, 2019.
- Superhéroes. Muestra de relatos épicos peruanos, Lima, Ediciones Altazor, 2019.

## Premios y concursos
- Segundo puesto en la categoría cuento en los Juegos Florales de la PUCP en 1988 con el relato “El sueño de Borges”;
- Mención honrosa en el concurso El Cuento de las Mil Palabras de la revista Caretas en 1989 con el relato “El Ganges en Lima”;
- Finalista en el II Premio de Novela Breve de la Cámara Peruana del Libro 2009 con La descarnación del verbo;
- Finalista en la XIV Bienal de Poesía “Premio Copé 2010” con Inconclusión.
- Ganador del Premio Luces 2016 del diario El Comercio en el rubro Mejor Cómic por la historieta Tinieblas de ultratumba. La tenebrosa historia de Sarah Ellen.

## Publicaciones en la prensa virtual
- Blogs de José Donayre.

### Crítica literaria
- Esta boca es mía.
- En mis estantes.

### Sobre su obra
- Haruhiko & Ginebra.
- Ars brevis.
- Horno de reverbero.
- Doble de vampiro.